# Foment Catalanista
Foment Catalanista fou una associació fundada el març de 1891 per Sebastià Farnés i Badó, Narcís Verdaguer i altres personalitats amb l'objectiu essencial de fer arribar el catalanisme als obrers barcelonins.
L'entitat va acollir al primer Orfeó Català amb la qual compartia edifici al carrer Lledó 6.